# Georg Alexander, Duce de Mecklenburg-Strelitz

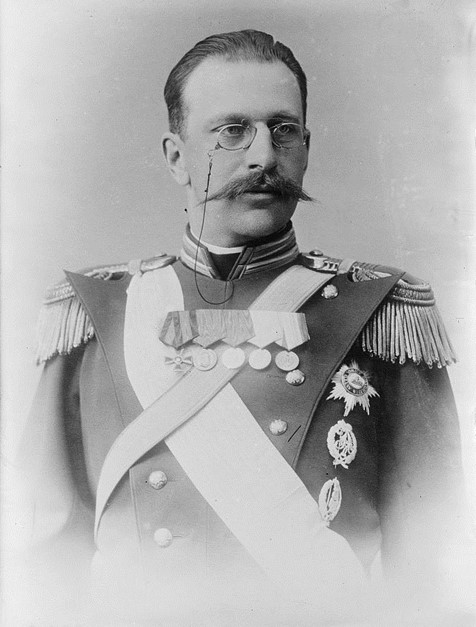
Ducele Georg Alexander de Mecklenburg-Strelitz

Ducele Georg Alexander de Mecklenburg-Strelitz (rusă Георгий Георгиевич Мекленбург-Стрелицкий; 6 iunie 1859 – 5 decembrie 1909) a fost fiul cel mare al Ducelui Georg August de Mecklenburg-Strelitz și a Marii Ducese Ecaterina Mihailovna a Rusiei.

## Biografie

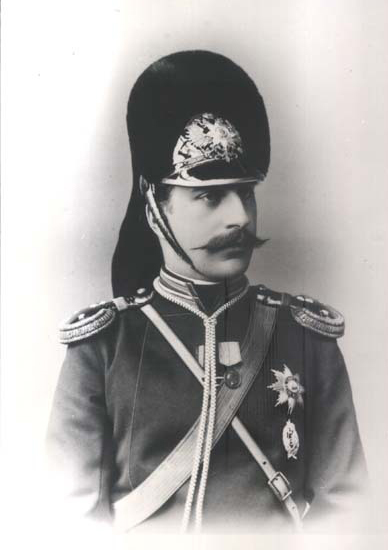
Ducele Georg Alexander de Mecklenburg-Strelitz în uniformă militară.

Georg Alexander Michael Friedrich Wilhelm Franz Carl de Mecklenburg-Strelitz s-a născut la Remplin, o moșie a familiei, achiziționată de părinții săi în Mecklenburg cu puțin timp înainte de nașterea sa. Tatăl său era al doilea fiu al Marelui Duce Georg de Mecklenburg-Strelitz. Mama sa, Marea Ducesă Ecaterina Mihailovna a Rusiei, era nepoata Țarului Pavel I al Rusiei. Deși Ducele Georg Alexander a fost, prin naștere, un prinț german al Casei de Mecklenburg-Strelitz, tatăl său s-a stabilit în Rusia la familia soției sale. Georg și frații săi au crescut în Rusia, însă au păstrat religia luterană a strămoșilor paterni. În Rusia el era cunoscut drept George Georgievici jr. pentru a-l distinge de tatăl său care avea același nume.
A primit o educație militară și a intrat în serviciul rus. Crescut la Palatul Mihailovski, casa bunicii materne, Marea Ducesă Elena Pavlovna a Rusiei, a fost interesat de muzică de la o vârstă fragedă sub influența bunicii. De la 12 ani profesorul său a fost Karl Davidov, un compozitor, profesor la Conservatorul din St Petersburg și cel mai proeminent violoncelist rus al vremii. Pasiunea pentru muzică a lui Georg-Alexander l-a făcut să ia în considerare o carieră ca violoncelist profesionist. A fost un bun pianist, un excelent violoncelist și a fost pasionat de scriera compoziților muzicale. În perioada 1879-1881 a studiat artele plastice și filozofia la Universitățile din Leipzig și Strasbourg.

### Căsătorie
Georg Alexander s-a îndrăgostit de doamna de onoare a mamei sale, Natalia Feodorovna Vanljarskia (16 mai 1858 - 14 martie 1921), fiica lui Fedor Vanliarski, un consilier de stat, care a servit în cadrul ministerului finanțelor. Ea aparținea nobilimii ruse, dar nu avea sânge regal. Vanljarskia era o bună cântăreață iar cuplul a fost adus împreună de pasiunea lor comună pentru muzică.

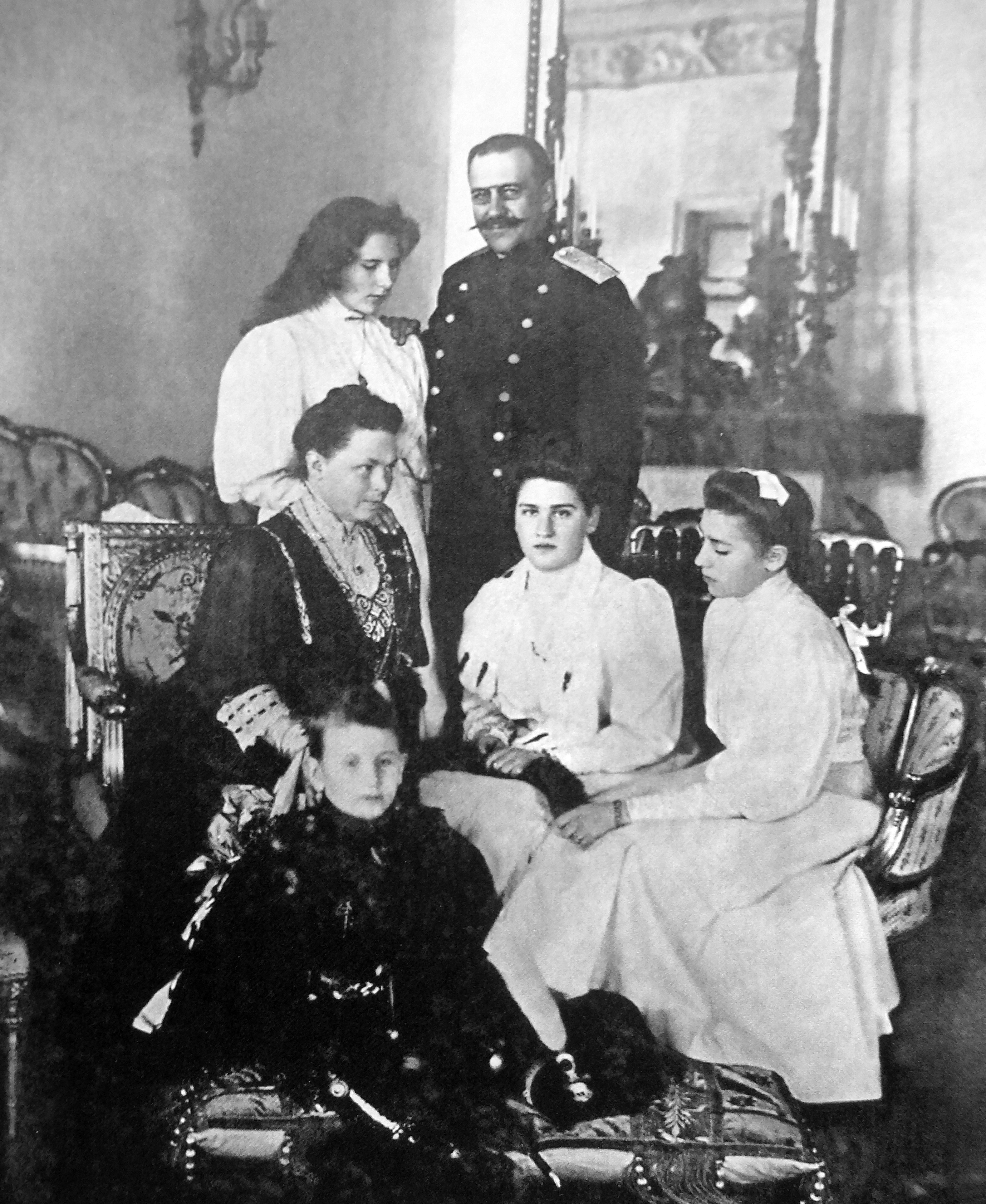
Georg Alexander de Mecklenburg-Strelitz cu soția și cei patru copii.

Marea Ducesă Ecaterina Miahilovna s-a opus căsătoriei lor și a concediat-o pe Natalia, în speranța că fiul ei va uita aventura și o să se căsătorească cu o mireasă cu rang regal. Totuși Georg Alexander a persistat și în luna iunie 1889 a plecat în Germania pentru a obține permisiunea de a se căsători de la capul familiei, unchiul său, Frederic Wilhelm, Mare Duce de Mecklenburg (1819-1904). Cu acordul unchiului, George Georgievici s-a căsătorit cu Natalia Vanliarskia la 14 februarie 1890 în St. Petersburg.
Cum căsătoria lor a fost una morganatică, ea a primit de la Ducele de Mecklenburg-Strelitz titlul de Contesa von Carlow (numele a venit de la moșia Karlivka din provincia Poltava, care aparținea lui Georg-Alexander), titlu care urma să treacă copiii lor. Mariajul lor a fost unul fericit și Natalia în cele din urmă a devenit iubită de familia soțului ei.
Inițial cuplul a locuit în aripa de vest a Palatului Mihailovski, unde li s-au acordat 15 camere. După decesul Marii Ducese Ecaterina Mihailovna în 1894, palatul și cea mai mare parte a moștenirii ei au trecut la fratele mai mic al Ducelui Georg Alexander, Karl Michael și a surorii lor Elena. Palatul a fost cumpărat de către împăratul Nicolae al II-lea în 1895 pentru a găzdui colecția Muzeului Rus, numit în onoarea împăratului Alexandru al III-lea.
Georg Alexander s-a mutat cu familia la propria sa reședință situată la nr 46 terasament Fontanka. Casa a fost proiectată cu propriile sale planuri personale și a devenit imediat un centru de muzicieni și artiști. În primii ani ai căsătoriei lor, Vanljarskpa nu a luat parte la viața de la curte și numai câțiva ani mai târziu a început să-și însoțească soțul la balurile de la curte și la recepțiile de la Palatul de Iarnă.
Cei patru copii ai cuplului au primit titlul de conți de Carlow după mama lor:
- Contesa Ecaterina von Carlow (25 iulie 1891 - 9 octombrie 1940); s-a căsătorit cu Vladimir Gurevich Golitsyn (1884-1954) în 1913.[2]
- Contesa Maria von Carlow (31 octombrie 1893 - 5 septembrie 1979); s-a căsătorit cu Boris Dmitrievich Golitsyn (1892-1919) în 1916, a devenit văduvă în 1929, și s-a recăsătorit cu contele Vladimir Petrovici Kleinmichel (1901-1982).[2]
- Contesa Natalia von Carlow (20 noiembrie 1894 - 4 decembrie 1913).[2]
- Georg, Duce de Mecklenburg (5 octombrie 1899 - 6 iulie 1963).[2]

Ducele Georg Alexander de Mecklenburg-Strelitz a murit pe neașteptate la 5 decembrie 1909, la vârsta de 50 de ani. Văduva ducelui și trei dintre copiii cuplului au supraviețuit Revoluției Ruse și au emigrat în Europa de Vest. Natalia a murit la Cannes, Franța în 1921. Singurul fiu al cuplului, Georg Alexander, a fost adoptat de unchiul său Karl-Michael, apoi a luat titlul de Duce de Mecklenburg, Conte de Carlow. După ce celelalte linii ale Casei de Mecklenburg s-au stins fără descendenți pe linie masculină, el a devenit singurul moștenitor. Strănepotul lui Georg Alexander, Ducele Borwin, este actualul șef al Casei de Mecklenburg.